# VfL Wolfsburg
Verein für Leibesübungen Wolfsburg e . V. , cunoscut sub numele de VfL Wolfsburg  sau Wolfsburg , este un club german de fotbal profesionist cu sediul în Wolfsburg, Saxonia Inferioară care evoluează în Bundesliga. Wolfsburg a câștigat Bundesliga o singură dată în istoria lor, în sezonul 2008-2009, și a câștigat DFB-Pokal în 2015.

## Istorie

### O nouă echipă într-un oraș nou
Orașul Wolfsburg a fost fondat în 1938 ca Stadt des KdF-Wagen, casa muncitorilor din industria auto care construiau mașina care devenea mai târziu celebră ca Volkswagen Broscuță. Primul club de fotbal afiliat cu Industria Auto a fost cunoscut sub numele de BSG Volkswagenwerk Stadt des KdF-Wagen, o echipă de muncitori. Această echipă a jucat în prima divizie Gauliga Osthannover în sezoanele 1943-1944 și 1944-1945.
La 12 septembrie 1945, în urma celui de al doilea război mondial, un nou club s-a format și a fost cunoscut pentru scurt timp ca VSK Wolfsburg. Această echipă a jucat în verde și alb, culori încă purtate de VfL azi : antrenorul local Bernd Elberskirch avea zece tricouri verzi la dispoziția sa și lenjerii de pat albe donate de către public, care au fost cusute împreună de femeile locale ca pantaloni scurți.
La 15 decembrie 1945, clubul a trecut printr-o criză care a dus aproape de desființare, atunci când toți jucătorii săi plecau la 1. FC Wolfsburg. Singurul jucător rămas, Josef Meyer, a lucrat cu Willi Hilbert pentru a reconstrui echipa prin semnarea cu noi jucători. Noul grup a adoptat porecla VfL Wolfsburg , VfL venind de la Verein für Leibesübungen. Acestă frază poate fi tradusă ca „club pentru gimnastică” sau „club pentru exerciții”. În următorul an ei au câștigat titlul local Gifhorn. La sfârșitul lunii noiembrie 1946, clubul a jucat un amical împotriva Gelsenkirchen, centru de putere Schalke 04, pe stadionul deținut de Volkswagen, în curs de dezvoltare ca succesor a BSG ca parte de sponsorizări a companiei.

### Perioada postbelică
Clubul a făcut progrese lente , dar constante în următoarele sezoane . Ei au câștigat numeroase campionate la nivelul de amatori , dar nu au putut avansa din play-off-ul de promovare, fiind opriți de locul 2 din regiunea Oberliga Nord în 1954, fiind învinși cu 1-2 de Heider SV. Cu toate acestea , Wolfsburg a jucat cât mai sus posibil, retrogradarea lipsind în fiecare sezon, până în sezonul 1959 când a retrogradat. Când prima ligă de fotbal profesionist din Germania - Bundesliga - a fost formată în 1963, VfL juca în Regionalliga Nord (II) unde tocmai se mutase din Verbandsliga Niedersachsen (III), ajungând în Finala Campionatului german  de amatori din același an, fiind învinși cu 0-1 de VfB Stuttgart Amat.

### A doua divizie și promovarea în Bundesliga
Wolfsburg a rămas în a doua divizie zeci de ani, cea mai bună performanță a avut-o în 1970 când au terminat pe locul doi. Atunci clubul a intrat în runda play-off de promovare în Bundesliga, însă datorită evoluțiilor proaste le-a fost imposibil să promoveze. De la mijlocul anilor 1970 până la începutul anilor 1990 Die Wölfe a jucat în a treia divizie de amatori din Oberliga Nord . Primul loc obținut consecutiv în 1991 și 1992, a fost urmat de succesul din play-off-ul de promovare care a avansat clubul în 2. Bundesliga pentru sezonul 1992-1993.
VfL a continuat să se bucure de un oarecare succes prin anii 1990. Echipa a ajuns în finala Cupei Germaniei în 1995, când au fost învinși cu 0-3 de Borussia Mönchengladbach, dar apoi a continuat să joace cât mai bine terminând pe locul doi campionatul din 1997, reușind astfel să promoveze în Bundesliga.
Previziunile timpurii au fost că clubul va fi trimis imediat în jos , dar în schimb , Lupii s-au dezvoltat în partea de mijloc din Bundesliga. În sezonul 1998-1999 , Wolfsburg a deținut locul al cincilea în etapa 33, și au avut speranțe pentru a ajunge pe locul 4, ducând la participarea în Liga Campionilor UEFA. Pierderea cu 1-6 la Duisburg în ultima etapă a făcut ca echipa să termine pe locul 6 cu 55 de puncte, calificându-se astfel în Cupa UEFA. Ei s-au calificat pentru Cupa Intertoto în 2000, 2001, 2003, 2004 și 2005, bucurându-se de cel mai bun loc în 2003 când au pierdut finala cu echipa italiană Perugia. Au urmat două sezoane fără succes pentru club, acesta reușind să evite retrogradarea terminând pe locul 15 sezoanele 2005-2006 și 2006-2007.

### 2008-prezent
Pentru sezonul 2007-2008, clubul la angajat pe fostul antrenor de la Bayern München, Felix Magath, cu care au reușit să termine un uimitor loc al cincilea la sfârșitul sezonului, cea mai mare performanță pentru club la momentul respectiv. Acest lucru le-a permis, de asemenea, Lupilor să joace în Cupa UEFA pentru a doua oară în istoria lor.

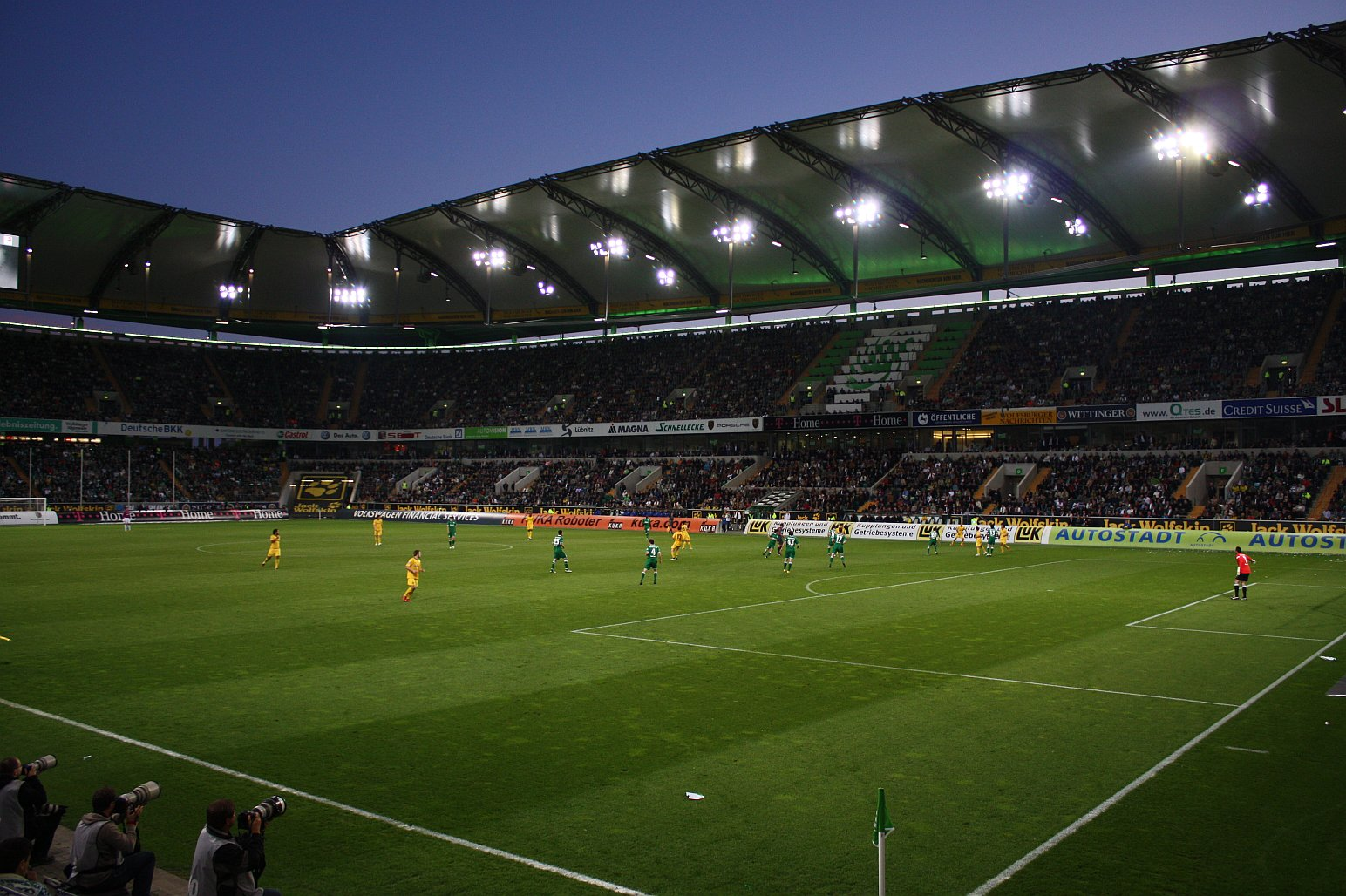
Wolfsburg împotriva Borussia Dortmund pe Volkswagen Arena în mai 2009.

În sezonul 2008-2009, fără Felix Magath, Wolfsburg a obținut cel mai mare succes al lor prin câștigarea primului lor titlu din Bundesliga după ce a învins Werder Bremen cu 5-1, pe 23 mai 2009. În cadrul acestei campanii , Wolfsburg a egalat cea mai lungă perioada câștigătoare într-un sezon de Bundesliga cu 10 victorii succesive după pauza de iarnă. De asemenea, ei au devenit singura echipă din Bundesliga care avut doi atacanți, care au marcat fiecare mai mult de 20 de goluri într-un singur sezon, cu brazilianul Grafite și bosniacul Edin Dzeko, marcând 28 respectiv 26 de goluri. Ca urmare a obținerii titlului, Wolfsburg s-a calificat în Liga Campionilor UEFA pentru prima dată în istoria lor.
În sezonul 2009-2010 , Wolfsburg l-a demis pe noul lor antrenor Armin Veh, după pauza de iarnă, din cauza lipsei de succes, echipa deținâna locul 10 în ligă . În Liga Campionilor au terminat pe trei în grupa lor , în spatele celor de la Manchester United și CSKA Moscova, ratând șansa pentru un loc în optimile de finală a competiției. Ca urmare, s-au calificat pentru șaisprezecimile de finală din UEFA Europa League. Ei au învins echipa spaniolă Villarreal CF cu  6-3 la general, și pe campioni ruși Rubin Kazan cu 3-2. Cu toate acestea, în sferturile de finală, au fost învinși cu 3-1 de eventuali finaliști Fulham.
La 11 mai 2010, poziția antrenorului permanent a fost ocupată de fostul director englez Steve McClaren. După ce a condus FC Twente spre primul lor titlu din Olanda, a fost recompensat, devenind primul antrenor englez ce primește șansa să antreneze o echipă din Bundesliga. La 7 februarie 2011, a fost anunțat că McClaren a fost demis și că Pierre Littbarski îi v-a lua locul. Wolfsburg a pierdut însă pentru a patra oară în cinci meciuri cu el și în cele din urmă au ajuns în poziția de retrogradare.
La 18 martie 2011, Wolfsburg a confirmat că Felix Magath se v-a întoarce ca antrenor principal și director sportiv, la aproape doi ani de când ia condus la titlu în Bundesliga și la doar două zile după ce a fost concediat din funcția sa de la Schalke 04. El a semnat un contract pe doi ani cu clubul. Magath a condus clubul în siguranță, dar, deși clubul a investit masiv, acesta nu a putut duce echipa decât pe locul 8 în sezonul 2011-2012.
După doar cinci puncte în opt meciuri (fără goluri și puncte în ultimele patru jocuri), în sezonul 2012-2013, Magath a părăsit clubul de comun acord la 25 octombrie 2012. La 22 decembrie 2012 Dieter Hecking a fost numit antrenor după ce a părăsit echipa 1. FC Nürnberg. Deși a dus echipa doar pe locul 11 în sezonul respectiv, Hecking și-a păstrat funcția de antrenor.
În sezonul 2013-2014, Wolfsburg a terminat campionatul pe locul 5 și s-a calificat în grupele din UEFA Europa League.

## Stadion

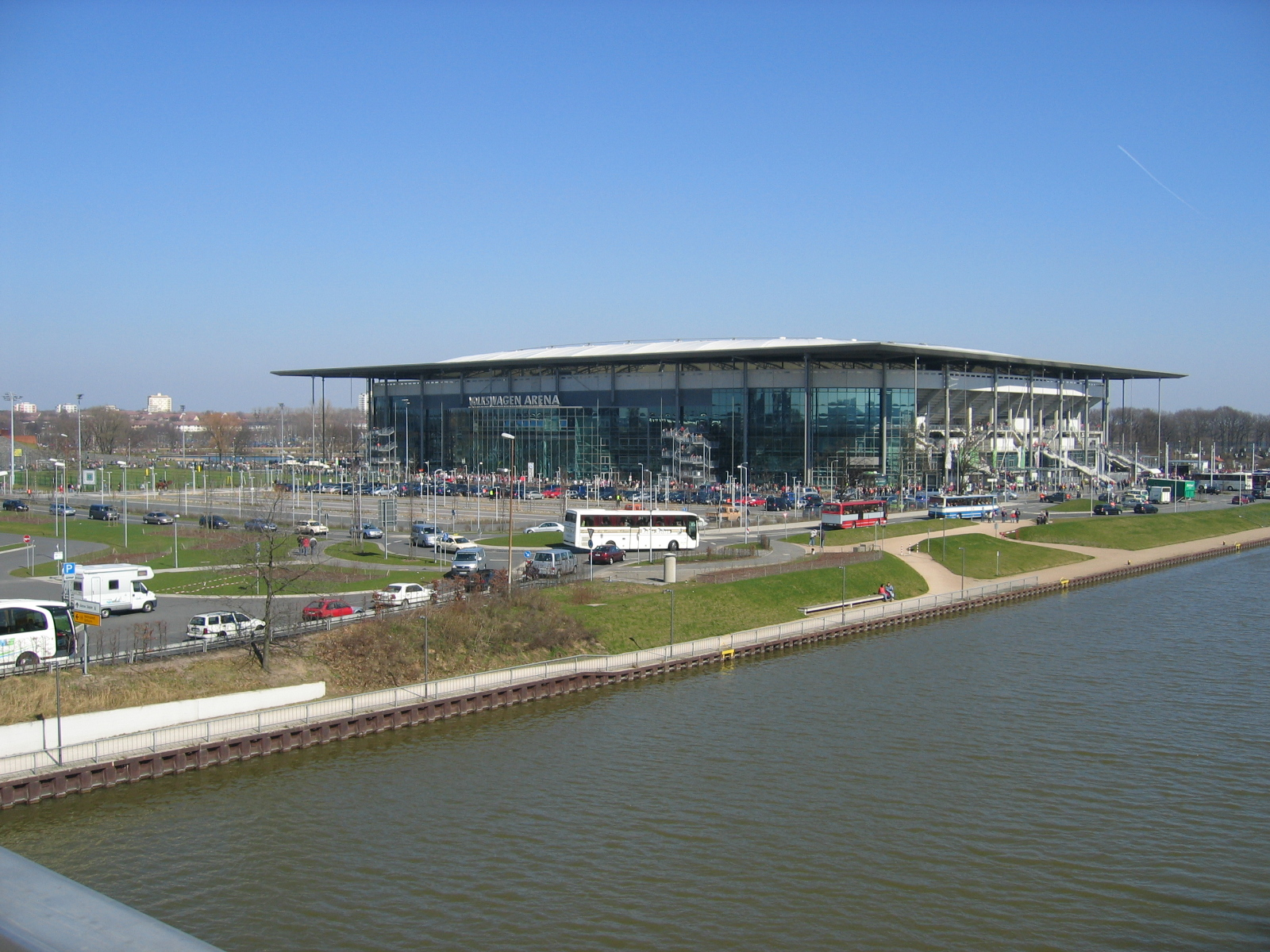
Volkswagen Arena

Wolfsburg joacă meciurile de acasă pe Volkswagen Arena, un stadion cu o capacitate totală de 30.000 de spectatori. Înainte de finalizarea construcției în anul 2002, Wolfsburg a jucat jocurile de acasă pe stadionul de 20.500 de locurilor VfL-Stadium. În prezent, stadionul este folosit mai ales pentru jocurile de acasă de VfL Wolfsburg, și este locul unde au câștigat primul lor titlu din Bundesliga în sezonul 2008-2009.

## Palmares

### Competiții naționale
- Bundesliga:
  - Campioni (1): 2008-2009
  - Vice-campioni (1): 2014-2015
- 2. Bundesliga:
  - Vice-campioni (1): 1996–1997
- DFB-Pokal:
  - Campioni (1): 2015
  - Finaliști (1): 1994–1995
- DFL-Supercup:
  - Campioni (1): 2015
  - Finaliști (1): 2009

### Competiții regionale
- Deutsche Amateurmeisterschaft:
  - Finaliști (1): 1963
- Amateuroberliga Niedersachsen-Ost (II):
  - Campioni (3): 1952, 1954, 1963
- Regionalliga Nord (II):
  - Vice-campioni (1): 1970
- Oberliga Nord (III):
  - Campioni (2): 1991, 1992
  - Vice-campioni (3): 1976, 1978, 1988

### Europa
- UEFA Europa League
  -  Sferturi de Finală (2) : 2010, 2015

### Competiții de juniori
- U-19 Bundesliga
  - Campioni (2): 2010–11, 2012–13
  - Vice-campioni (1):  2007–08
- U-19 Bundesliga Nord/Nord-est
  - Campioni (4): 2007–2008, 2010–11, 2011–12, 2012–13
- U-17 Bundesliga Nord/Nord-est
  - Campioni (1): 2009

## Lotul actual de jucători

### Prima echipă
Actualizare: 23 iulie 2025
| Nr. |            | Poziție | Jucător                  |
| --- | ---------- | ------- | ------------------------ |
| 1   | Polonia    | P       | Kamil Grabara            |
| 2   | Germania   | F       | Kilian Fischer           |
| 3   | Slovacia   | F       | Denis Vavro              |
| 4   | Grecia     | F       | Konstantinos Koulierakis |
| 5   | Brazilia   | M       | Vini Souza               |
| 6   | Belgia     | M       | Aster Vranckx            |
| 7   | Danemarca  | A       | Andreas Skov Olsen       |
| 9   | Algeria    | A       | Mohamed Amoura           |
| 10  | Croația    | M       | Lovro Majer              |
| 11  | Portugalia | A       | Tiago Tomás              |
| 12  | Austria    | P       | Pavao Pervan             |
| 13  | Brazilia   | F       | Rogério                  |
| 15  | Germania   | F       | Moritz Jenz              |
| 17  | Germania   | A       | Dženan Pejčinović        |

| Nr. |                            | Poziție | Jucător                                    |
| --- | -------------------------- | ------- | ------------------------------------------ |
| 18  | Cehia                      | A       | Václav Černý                               |
| 19  | Danemarca                  | A       | Jesper Lindstrøm (împrumutat de la Napoli) |
| 21  | Danemarca                  | F       | Joakim Mæhle                               |
| 22  | Franța                     | F       | Mathys Angely                              |
| 23  | Danemarca                  | A       | Jonas Wind                                 |
| 24  | Ungaria                    | M       | Bence Dárdai                               |
| 25  | Germania                   | F       | Aaron Zehnter                              |
| 27  | Germania                   | M       | Maximilian Arnold (căpitan)                |
| 29  | Germania                   | P       | Marius Müller                              |
| 30  | Polonia                    | P       | Jakub Zieliński                            |
| 31  | Germania                   | M       | Yannick Gerhardt                           |
| 32  | Suedia                     | M       | Mattias Svanberg                           |
| 39  | Austria                    | A       | Patrick Wimmer                             |
| 40  | Statele Unite ale Americii | M       | Kevin Paredes                              |

### Împrumutați
| Nr. |         | Poziție | Jucător                                           |
| --- | ------- | ------- | ------------------------------------------------- |
|     | Franța  | F       | Nicolas Cozza (la Nantes până pe 30 iunie 2026)   |
|     | Croația | M       | Bartol Franjić (la Venezia până pe 30 iunie 2026) |

| Nr. |         | Poziție | Jucător                                                 |
| --- | ------- | ------- | ------------------------------------------------------- |
|     | Polonia | M       | Eryk Grzywacz (la 1. FC Nürnberg până pe 30 iunie 2026) |
|     | Polonia | A       | Jakub Kamiński (la 1. FC Köln până pe 30 iunie 2026)    |

### VfL Wolfsburg II
Antrenor:  Thomas Brdaric
| Nr. |                            | Poziție | Jucător                 |
| --- | -------------------------- | ------- | ----------------------- |
| 3   | Germania                   | F       | Dan-Patrick Poggenberg  |
| 4   | Germania                   | F       | Julian Klamt            |
| 5   | Germania                   | M       | Robin Knoche            |
| 6   | Germania                   | M       | Philip Hauck            |
| 7   | Germania                   | M       | Nico Granatowski        |
| 8   | Germania                   | M       | Sebastian Schindzielorz |
| 9   | Germania                   | A       | Luka Tankulic           |
| 10  | Germania                   | A       | Danko Boskovic          |
| 11  | Statele Unite ale Americii | A       | Amro Tarek              |
| 12  | Germania                   | M       | Giovanni Millemaci      |
| 13  | Germania                   | A       | Shkemb Miftari          |
| 14  | Germania                   | A       | Petrus Amin             |
| 15  | Germania                   | F       | Rico Schlimpert         |

| Nr. |          | Poziție | Jucător              |
| --- | -------- | ------- | -------------------- |
| 16  | Turcia   | A       | Andac Güleryüz       |
| 17  | Serbia   | M       | Dragan Erkic         |
| 18  | Germania | F       | Jonas Sonnenberg     |
| 19  | Germania | F       | Hendrik Hansen       |
| 20  | Germania | P       | Patrick Drewes       |
| 22  | Germania | F       | Nils Winter          |
| 23  | Germania | F       | Kevin Schulze        |
| 24  | Germania | F       | Rhami-Jasin Ghandour |
| 26  | Germania | P       | Arvid Schenk         |
| 27  | Germania | M       | David Chamorro       |
| 28  | Germania | F       | Tobias Henneböle     |
| 30  | Germania | F       | Bjarne Thoelke       |

## Jucători notabili
Actualizare: martie 2010
| - Thomas Brdaric - Stefan Effenberg - Christian Gentner - Klaus Gerwien - Willi Giesemann - Mike Hanke - Roy Präger - Tobias Rau - Stefan Schnoor - Zoltán Sebescen - Albert Streit - Martin Wagner - Andrés D'Alessandro - Diego Klimowicz - Juan Carlos Menseguez | - Facundo Hernán Quiroga - Dietmar Kühbauer - Peter Van Der Heyden - Junior Malanda - Edin Džeko - Zvjezdan Misimović - Grafite - Josué - Marcelinho - Robson Ponte - Marian Hristov - Petar Mihtarski - Martin Petrov - Jean-Kasongo Banza - Mario Mandžukić | - Jesper Christiansen - Thomas Kahlenberg - Simon Kjær - Peter Madsen - Thomas Rytter - Claus Thomsen - Steve Marlet - Levan Tskitishvili - Charles Akonnor - Isaac Boakye - Hans Sarpei - Pablo Thiam - Ashkan Dejagah - Mahmood Ebrahimzadeh - Andrea Barzagli | - Makoto Hasebe - Kevin Hofland - Jonathan Akpoborie - Obafemi Martins - Andrzej Juskowiak - Waldemar Kryger - Jacek Krzynówek - Krzysztof Nowak - Dorinel Munteanu - Brian O'Neil - Miroslav Karhan - Chad Deering - Mike Lapper - Brian McBride - Claudio Reyna |